# Pieter Corneliszoon Hooft
Pieter Corneliszoon Hooft (16. března 1581 Amsterdam – 21. května 1647 Haag) byl nizozemský historik, básník, dramatik a vysoký úředník, byl senešalem v Muiden a soudcem (baillim) v Naardenu. Je nejtypičtějším představitelem literární renesance v Nizozemsku, již do své země také uvedl. Lyrické a dramatické modely, které vyvinul na počátku 17. století, byly zdrojem inspirace pro jiné autory. Literární kritik Kees Fens ho nazval „prvním moderním básníkem“ nizozemského jazyka.
Po důkladném vzdělání cestoval Hooft v letech 1598 až 1601 po Francii a Itálii. Po návratu v letech 1606/1607 studoval právo a po různých romantických dobrodružstvích se roku 1610 oženil s Christinou van Erpovou. Jeho jmenování soudcem v Gooilandu v roce 1609 mu umožnilo se usadit na hradě Muiderslot, který brzy se stal centrem komunity intelektuálů a umělců, v 19. století nazvané „Muiderský kruh“. Mimo jiné se zabýval lingvistickými otázkami, jako je pravopis, tvarosloví a správná volba slov. V roce 1615 ztratil jedno ze svých čtyř dětí, poté v letech 1620 až 1624 manželku a další děti, což mu způsobilo hlubokou depresi. Ta pominula až v roce 1627 poté, co se opět oženil s Heleonorou Hellemansovou, se kterou měl další dvě děti. Zbytek svého života věnoval povinnostem administrátora a psaní své Nederlandsche Historien (Historie Nizozemska).
Počátkem 17. století století Hooft napsal mnoho sonetů a milostných písní. Roku 1611 vyšla první sbírka jeho písní Emblamata amatoria, která tento žánr uvedla do Nizozemí. Vyznačovala se harmonickou kombinací dobře zvládnuté konvence a hloubky bez těžkopádnosti. Tato dvojí snaha o popularitu i o skutečnou krásu ho vynesla do role „našeho [Nizozemského] renesančního člověka povýtce“. Hooft inspirovaný italskými modely napsal v roce 1605 pastorální tragédii Granida, inspirovanou pastorelami Guariniho a Tassa. V roce 1613 jeho tragédie Geeraerdt van Velsen demonstrovala jednotu místa děje v nizozemském divadelnictví. Jeho nejslavnější dílo, komedie Warenar, vydaná v roce 1616, je založeno na Plautově Aulularii. Roku 1618 se Hooft zabýval svým prvním historickým dílem, životopisem Jindřicha IV. Francouzského pod titulem Hendrik de Groote, zijn leven en bedriff (Jindřich Veliký, jeho život a dílo). Kniha vyšla v roce 1626 a získala mu v roce 1639 titul francouzského rytíře. V letech 1629 až 1636 překládal Tacita jako přípravu na jeho Nederlandsche Historien, své vlastní velké historické dílo, které zahájil v roce 1628. Prvních dvacet svazků bylo dokončeno v roce 1638 a vyšlo v roce 1642. V době jeho smrti v roce 1647 bylo připraveno k vydání sedm dalších svazků.